# 曾國原
曾國原（英語：Zeng Guo Yuan；1953年—2019年11月16日），新加坡政治人物、企業家、慈善人士、針灸師、作家，知名常年候選人。1990年代之後，多次參選或意圖參選新加坡國會議員，但均告失敗。
曾国原曾经是新加坡工人黨候選人，1991年競選武吉知馬區國會議席落敗，得票率是25.7％。1994年当针灸师時，在因蓄意伤人和恐吓他人被罚款，并在1996年因五项非礼罪判坐牢27个月及鞭打10下。
2008年，因為將回教祈禱團（回祈團）新加坡分部的頭目馬士沙拉末和注上「死」字的布條，非法掛在商店外牆，被告上法庭。面對的6項控狀，3項指他非法掛布條觸犯雜項犯罪法令條文，另3項指他沒遵守警方查案人員發給他的通告，按時到警署見查案員。 
2011年至2015年期間，曾多次宣稱要參選國會議會大選和補選，但最後都因各種因素未完成參選登記。2015年新加坡媒體報導，曾國原在新加坡小坡四馬路（Waterloo Road）觀音堂佛祖廟無照擺衛生紙攤維生，聲稱欠朋友錢，賣屋還債後所剩無幾，目前居無定所，並已罹患鼻咽癌、骨癌和大腸癌，只剩半年壽命。
2019年11月16日墜樓身亡，享壽66歲。